# Wunibald Talleur
Wunibald Godehard Talleur (* 19. Oktober 1901 in Hildesheim; † 21. März 1975 in Fulda) war ein deutscher Franziskaner (OFM) und von 1947 bis 1971 erster Bischof der damals neu geschaffenen Territorialprälatur Chapada (ab 1961 Rondonopolis) in Mato Grosso (Brasilien).

## Lebensweg
Talleur wurde 1901 als sechstes von acht Kindern des römisch-katholischen Kaufmanns Albert und seiner Frau Klara Talleur geboren. Getauft wurde er unter dem Namen Godehard. Den Namen Wunibald nahm er mit dem Eintritt in den Franziskanerorden an. Er studierte Philosophie am Canisianum der Jesuiten in Innsbruck. Am 28. März 1923 trat er in das Noviziat der Thüringischen Franziskanerprovinz in Salmünster ein und begann das Theologiestudium an der Ordenshochschule in Fulda.
Am 24. April 1927 empfing er die Priesterweihe, anschließend war er von 1928 bis 1932 Lehrer und Präfekt am Ordenskolleg Watersleyde und von 1932 bis 1939 Exerzitienmeister in Hofheim. Im April 1939 entging er der Verfolgung durch die Nazis durch seine Flucht über Basel und Genua nach Brasilien. 1940 wurde er Pfarrer von Paranaiba.
Am 19. Juli 1941 wurde er zum Apostolischen Administrator von Chapada dos Guimares ernannt, die Amtseinführung erfolgte am 16. Oktober 1941. Am 20. Dezember 1947 ernannte ihn Papst Pius XII. zum Titularbischof von Magydus. Am 7. März 1948 fand die Bischofsweihe durch den Apostolischen Nuntius, Erzbischof Carlo Chiarlo, statt. Mitkonsekratoren waren der Bischof von Campanha, Inocêncio Engelke OFM, und der Bischof von Bonfim, Henrique Golland Trindade OFM. An Ostern 1948 hielt Talleur sein erstes Pontifikalamt in Chiapada. Am 9. März 1959 wurde der Bischofssitz nach Rondonópolis verlegt.
Talleur nahm an allen vier Sitzungsperioden des Zweiten Vatikanischen Konzils in Rom als Konzilsvater sowie an den jährlichen Generalversammlungen der Bischofskonferenz in Brasilien teil. Nach seiner offiziellen Abdankung am 7. März 1971 wurde sein Nachfolger im Amt Osório Willibaldo Stoffel. Talleur kehrte in seine Heimat zurück und starb 1975 in Fulda. Sein Grab befindet sich auf dem Fuldaer Frauenberg.

## Lebenswerk
Talleur wird als gebildeter und frommer Priester geschildert, als eifriger Seelsorger und Freund der Armen. Seine Aufgabe als Bischof war der Aufbau einer Prälatur in einem vollständig unentwickelten Streusiedlungsgebiet. Um die Menschen seelsorgerisch zu erreichen, war er auf das Maultier angewiesen, mit dem er das weitläufige Hinterland bereiste. Die Aufbauarbeit bestand nicht nur in der Gründung von Pfarreien, sondern auch in der Einrichtung der Bildungs- und Versorgungsinfrastruktur. Unter seinem Wirken entstand in Chapada ein Mädcheninternat und ein Krankenhaus mit Entbindungsstation, eine Apostolische Schule für Priesterberufe in Fátima do Sao Lourenço (1954), Kirchen, Kapellen und 20 weitere Schulen. In Zusammenarbeit mit Entwicklungshelfern des Kolpingwerkes, die er auf die Situation in seiner Diözese aufmerksam gemacht hatte, kam es zur Errichtung einer Milchkooperative. Schließlich ließ Wunibald Talleur auch den neuen Bischofssitz mit Diözesanverwaltung in Rondonópolis bauen.